# Europeiska unionens grundläggande värden

Europeiska flaggan

Europeiska unionens grundläggande värden fastställs i artikel 2 i fördraget om Europeiska unionen och innefattar
- respekt för människans värdighet,
- frihet,
- demokrati,
- jämlikhet,
- rättsstaten, och
- respekt för de mänskliga rättigheterna, inklusive rättigheter för personer som tillhör minoriteter.

Fördraget föreskriver att dessa värden ska ”vara gemensamma för medlemsstaterna i ett samhälle som kännetecknas av mångfald, icke-diskriminering, tolerans, rättvisa, solidaritet och principen om jämställdhet mellan kvinnor och män”.
Varje europeiskt land som vill ansöka om medlemskap i Europeiska unionen måste respektera de grundläggande värdena och förbinda sig att främja dem. En medlemsstat som allvarligt och ihållande åsidosätter värdena kan bli föremål för sanktioner av unionens institutioner genom ett artikel 7-förfarande.